# Lacinius longisetus
Lacinius longisetus is een hooiwagen uit de familie echte hooiwagens (Phalangiidae).